# Rivière Rupert
Pour les articles homonymes, voir Prince Rupert.
La rivière Rupert est un affluent de la rive est de la baie James, coulant vers l'ouest dans la municipalité de Eeyou Istchee Baie-James, dans la région administrative du Nord-du-Québec, au Québec, au Canada. Elle est l'une des dix plus grandes rivières du Québec. Le village cri de Waskaganish se trouve à l'embouchure de la rivière.

## Géographie

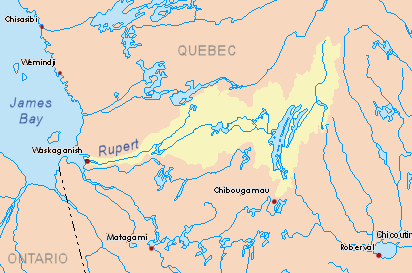
Bassin versant de la Rivière Rupert

Elle prend sa source dans le lac Mistassini et se déverse 556 km plus à l'ouest dans la baie de Rupert, qui fait partie de la baie James. Le bassin de drainage de la rivière Rupert couvre une superficie de 43 400 km2 et le débit moyen de la Rupert est environ 900 m3/s. Elle est composée de plusieurs rapides puissants, dont les Rapides Kaumwakweyuch (communément appelés les Rapides d'avoine) près du Pont de la rivière Rupert situé au km 257 de la Route de la Baie-James.

### Principaux rapides, portages, baies, ponts, rochers, lacs et îles
(à partir de l'embouchure)
- Rapides Chikaskutakan Emitapeyach (à la confluence du Ruisseau Chikaskutakanieh)
- Rapides Chikaskutakan (à la confluence du Ruisseau Gaulier et du ruisseau Chikaskutakanish)
- Petit portage Kachikaskushimushich
- Portage Nastimistech
- Portage des Quatre Chutes
- Coude Kachiwepayich Nipi
- Portage Kawipuskasich (à la confluence du Ruisseau Kaipeyach)
- Petit portage Kaipeshimushich (près de la confluence du Ruisseau Kaneusteko Takutachun)
- Portage Kaipeshimushich
- Portage Miyachistech
- Rapides Wapamiskush
- Pont de la Rupert
- Rapides Kaumwakweyuch
- Rocher Kapaschisikanuch
- Île Peat et Bras Sipastikw (côté nord de l'île Peat)
- Île non identifiée
- Île non identifiée
- Rapides Metutikwanu (côté est de l'île)
- Île non identifiée (à la confluence de la rivière à la Marte (rivière Rupert))
- Pont d'une route forestière

La rivière Natastan constitue un chenal de 110,3 km se détachant de la partie supérieure de la rivière Rupert, coulant en parallèle (du côté sud) à cette dernière ; en fin de cours, la rivière Natastan rejoint la rivière Rupert dans un segment de rivière en aval du lac La Bardelière. Ainsi, quatre grandes îles sont formées entre le cours de la rivière Rupert et celui de la rivière Natastan : l'île de l'Est, l'île du Sud-Est, l'île du Nord-Ouest et l'île de l'Ouest.

### Principaux affluents
(à partir de l'aval)
- Rivière Nemiscau
- Rivière Jolliet
- Rivière Lemare
- Rivière à la Marte (rivière Rupert)
- Rivière Natastan
- Rivière De Maurès
- Rivière Témiscamie

## Principaux lacs traversés par le cours de la rivière
(à partir de l'amont)
- Baie Radisson
- Lac Capichinatoune
- Lac Woollett
- Lac Bellinger
- Lac La Bardelière
- Lac Mesgouez
- Lac Nemiscau

### Cours de la rivière
À partir de l'embouchure du lac Mistassini (soit la baie Radisson qui est formée par la presqu'île Louis-Jolliet), le cours de la rivière Rupert descend sur 556 km selon les segments suivants :
Cours supérieur de la rivière Rupert (démarquant l'Île Peuvereau et l'île de l'Est) (segment de 120,7 km)
- 11,0 km vers l'ouest démarquant le côté sud de l'Île Peuvereau, en traversant la baie Radisson jusqu'à son embouchure. Note : Cette baie alimenté par le lac Mistassini comporte un deuxième émissaire situé du côté le nord soit la rivière Shipastouk (chenal) ;
- 12,8 km vers le sud-ouest délimitant le côté sud de l'Île Peuvereau, pour contourner une presqu'île (s'étirant vers le sud-ouest), puis vers le nord-ouest en traversant un grand plan d'eau, jusqu'à la confluence de la rivière Natastan (chenal débutant à ce point et son courant descend vers le nord-ouest). Note : Ce plan d'eau reçoit par le sud, les eaux de la rivière De Maurès ;
- 18,4 km vers le nord, en démarquant l'île Peuvereau (côté est) et l'île de l'est (côté ouest), jusqu'à la rive sud du lac Capichinatoune ;
- 18,3 km en traversant le lac Capichinatoune sur sa pleine longueur, jusqu'à son embouchure ;
- 33,8 km vers le nord-ouest, puis vers le sud-ouest, en traversant le lac Woollett (longueur : 17,6 km ; altitude : 343 m), notamment en contournant une presqu'île s'étirant vers le nord sur 4,9 km et en passant un détroit. Note : ce segment démarque le côté nord de l'Île de l'Est ;
- 26,4 km vers le sud-ouest en formant un crochet pour contourner par le nord une presqu'île en traversant le lac Bellinger, jusqu'au barrage. Note : ce segment démarque le côté nord de l'Île de l'Est ;

Cours supérieur de la rivière Rupert (démarquant le nord de l'Île du Sud-Est et l'île du Nord-Ouest) (segment de 122,4 km)
- 21,0 km vers le nord-ouest en traversant un plan d'eau, dont 3,1 km vers le nord-est en traversant un détroit, jusqu'à la confluence d'un plan d'eau ;
- 37,4 km vers l'ouest en contournant par le nord une presqu'île s'étirant sur 3,2 km (rattachée à la rive sud), jusqu'à la rive est du lac La Bardelière ;
- 24,0 km vers le sud-ouest, en traversant le lac La Bardelière ;
- 40,0 km vers le nord-ouest, vers le sud-ouest, puis vers le nord, en traversant le lac Mesgouez ;

Cours intermédiaire de la rivière Rupert (en aval du Lac Mesgouez) (segment de 61,7 km)
- 12,8 km vers le nord jusqu'à un coude de rivière ;
- 14,9 km vers l'ouest, jusqu'à un pont routier ;
- 17,6 km vers l'ouest, jusqu'à la confluence de la rivière Lemare (venant du nord-est) ;
- 48,1 km vers l'ouest jusqu'à la décharge du lac Ukau Amikap (venant du nord) ;
- 13,6 km vers l'ouest, jusqu'à la confluence de la rivière à la Marte (rivière Rupert) ;

Cours intermédiaire de la rivière Rupert (en aval de la rivière à la Marte) (segment de 95,8 km)
- 29,8 km vers l'ouest, jusqu'à l'entrée du lac Nemiscau ;
- 24,3 km vers l'ouest, jusqu'à l'embouchure du lac Nemiscau ;
- 41,7 km vers l'ouest, jusqu'à la confluence de la rivière Jolliet (venant du nord-est) ;

Cours inférieur de la rivière Rupert (segment de 155,4 km)
- 18,3 km vers l'ouest, jusqu'au Bras Sipastikw ;
- 10,5 km vers l'ouest, jusqu'au pont de la Rupert ;
- 28,1 km vers l'ouest, jusqu'au coude Kachiwepayich ;
- 15,2 km vers l'ouest, jusqu'aux Rapides Chikaskutakan ;
- 61,9 km vers l'ouest, jusqu'à la confluence de la rivière Niyeutachun Kauchipischeyach (venant du nord-est) ;
- 21,4 km vers le nord-ouest, jusqu'à la confluence de la rivière Rupert avec la baie de Rupert[2].

## Histoire
En 1663, le gouverneur Pierre du Bois d'Avaugour nomma Guillaume Couture, coureur des bois et interprète, à titre de commandant d'une expédition qui avait pour but de découvrir l'emplacement de la mer du Nord. Il était accompagné de deux Français (Pierre Duquet et Jean Langlois) et de plusieurs Amérindiens qui prendront place dans 44 canots. Couture est le premier européen qui fit la découverte du lac Mistassini au Saguenay. Le groupe poursuivit son exploration et arriva à une rivière « qui se jette dans la mer du nord » (la rivière Rupert). Les guides amérindiens refusèrent d'aller plus loin et l'expédition reprit la route du sud. Cependant, Couture établit des contacts avec les peuples amérindiens du Nord, qu'il trouva beaucoup plus pacifiques que les Iroquois et les Hurons du Sud.
En 1668, une expédition menée par l'explorateur Médard Chouart des Groseilliers s'est rendue jusqu'à l'embouchure de la rivière Rupert dans le but de contourner le fleuve Saint-Laurent contrôlé par les Français et ce, en vue de rompre l'emprise des Français dans le domaine de la traite des fourrures. Le cours d'eau fut nommé en l'honneur de l'instigateur de cette expédition, le prince Rupert. Fort Charles fut fondé à l'embouchure de la rivière, et devint plus tard le poste de traite Rupert House, le plus premier poste de traite de la Compagnie de la Baie d'Hudson. À partir de ce moment et jusqu'au début du XXe siècle, la rivière Rupert a toujours joué un rôle vital en permettant d'approvisionner en vivres les commerçants de fourrures des postes de traite situés plus à l'est, à l'intérieur des terres (comme Nemaska et Mistissini) et en facilitant la traite de fourrures.

### Brigade de canots de la Compagnie de la Baie d'Hudson
Dès la décennie 1810, la rivière Rupert devient une voie majeure dans le réseau de la traite des fourrures à l'est de la baie James. Rupert House (aujourd'hui Waskaganish) devient une destination majeure de ce réseau et la rivière Rupert est la voie principale qui permet de rallier l'intérieur des terres. Chaque été, des brigades de canots (ou brigades de fourrure) chargés de fourrures quittent les postes de Waswanipi, Mistissini et Nemaska et remontent la rivière en direction de Rupert House, afin d'y échanger les fourrures qui sont expédiées en Angleterre. Les brigades font ensuite le chemin inverse, chargés de matériel et de denrées pour les postes de traite. Le réseau de la rivière Rupert demeure ainsi en vigueur jusqu'en 1925,.

### XXIe siècle
Aujourd'hui, la rivière Rupert ne constitue plus un couloir crucial pour la traite des fourrures, mais représente depuis plusieurs années une destination très prisée pour les amateurs de canot-camping et de canot en eaux vives.

## Toponymie
Le toponyme « Rivière Rupert » a été officialisé le 1er février 1991 à la Commission de toponymie du Québec. Cette désignation honore la mémoire du prince Rupert (1619-1682).

## Développement hydroélectrique

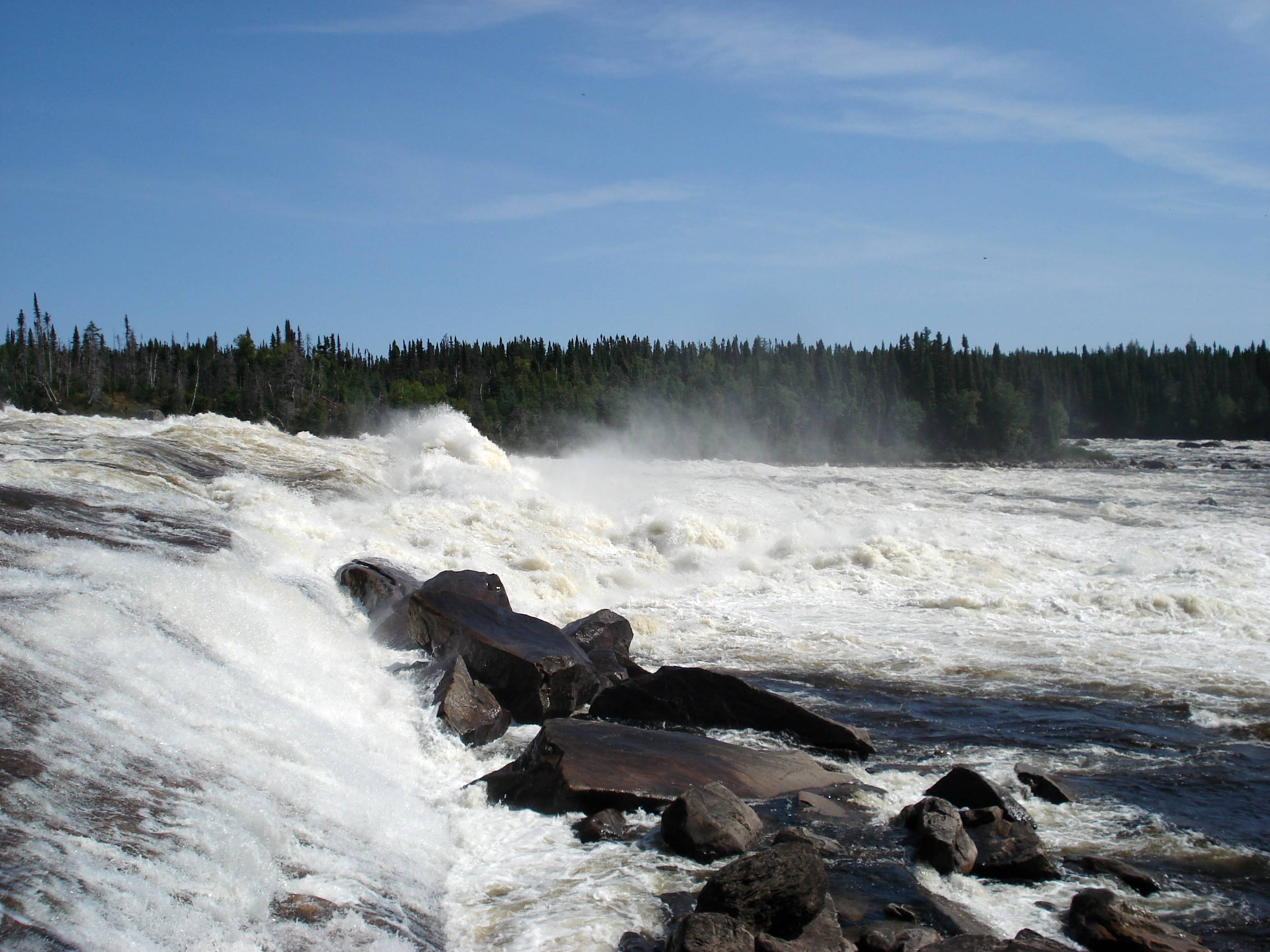
Les rapides de la rivière Rupert.

Le 11 janvier 2007, les travaux de construction des centrales hydroélectriques Eastmain-1A et Sarcelle ainsi que les ouvrages nécessaires à la dérivation du cours supérieur de la rivière Rupert ont été officiellement lancés lors d'une annonce à laquelle participaient le Premier ministre du Québec, Jean Charest, le président-directeur général d'Hydro-Québec, Thierry Vandal, et le Grand Chef des Cris du Québec, Matthew Muskash. Le projet nécessitera un investissement d'environ 5 milliards de dollars canadiens d'ici 2012.
La dérivation de la rivière Rupert a été autorisée par les gouvernements du Québec et du Canada à la fin de 2006 malgré l'opposition de certains Cris des communautés affectées (Waskaganish (municipalité de village cri), Nemaska (municipalité de village cri) et Chisasibi (municipalité de village cri)) et de plusieurs groupes écologistes du sud du Québec. Les évaluations environnementales du projet de dérivation de la rivière Rupert, menées conjointement par les gouvernements du Québec et du Canada et des représentants du Grand Conseil des Cris du Québec, furent complétées en 2006. Les deux rapports d'évaluation étaient favorables au projet de dérivation.
Le projet hydroélectrique a été rendu possible en 2002 par l'entremise d'un accord historique conclu entre le gouvernement du Québec et le Grand Conseil des Cris, La Paix des Braves. Les deux parties sont convenues d'autoriser la réalisation d'un premier projet hydroélectrique sur la rivière Eastmain, au nord de la rivière Rupert ; la centrale Eastmain-1 entre en service en 2007. Un autre accord signé en avril 2004 a mis fin à tous les litiges qui opposaient les deux parties et a ouvert la voie à la réalisation de l'évaluation environnementale de la dérivation d'environ 50 % du débit total de la rivière Rupert (70 % au point de la dérivation) vers la rivière Eastmain et le Complexe La Grande. Le Grand Chef des Cris du Québec, Matthew Muskash, s'est opposé par le passé au projet de dérivation de la rivière Rupert.

## Galerie de photos

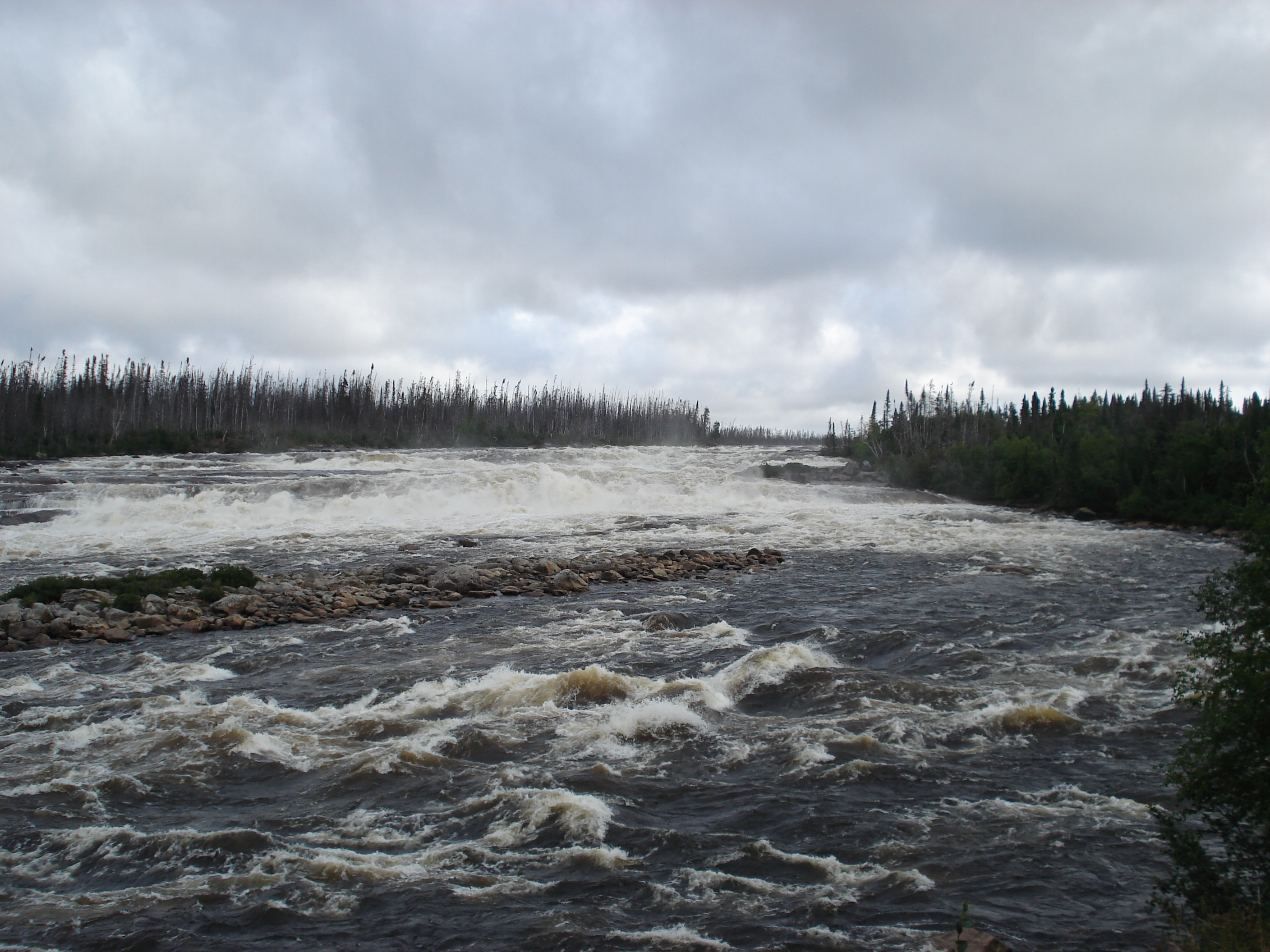
Rivière Rupert
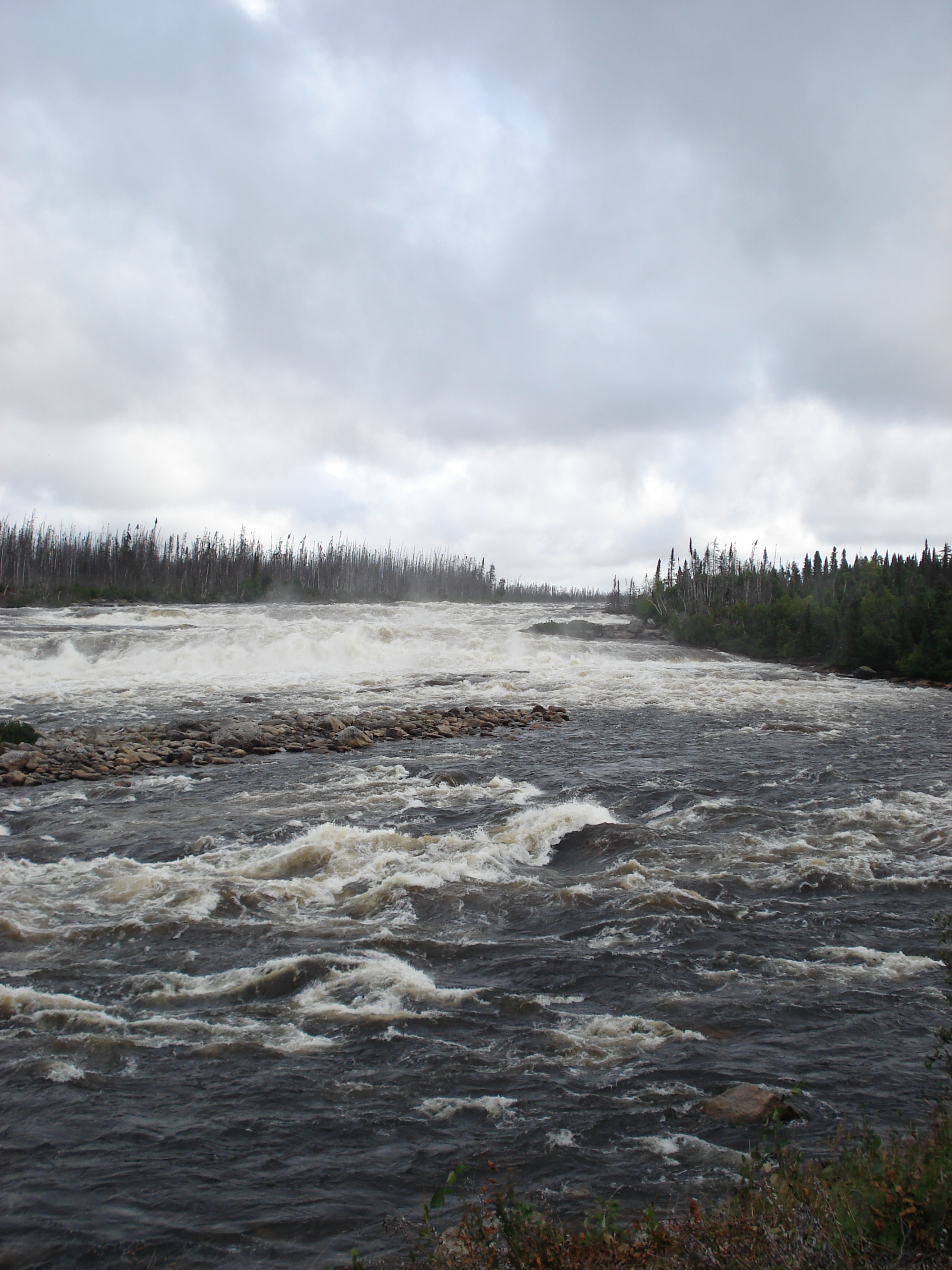
Rivière Rupert
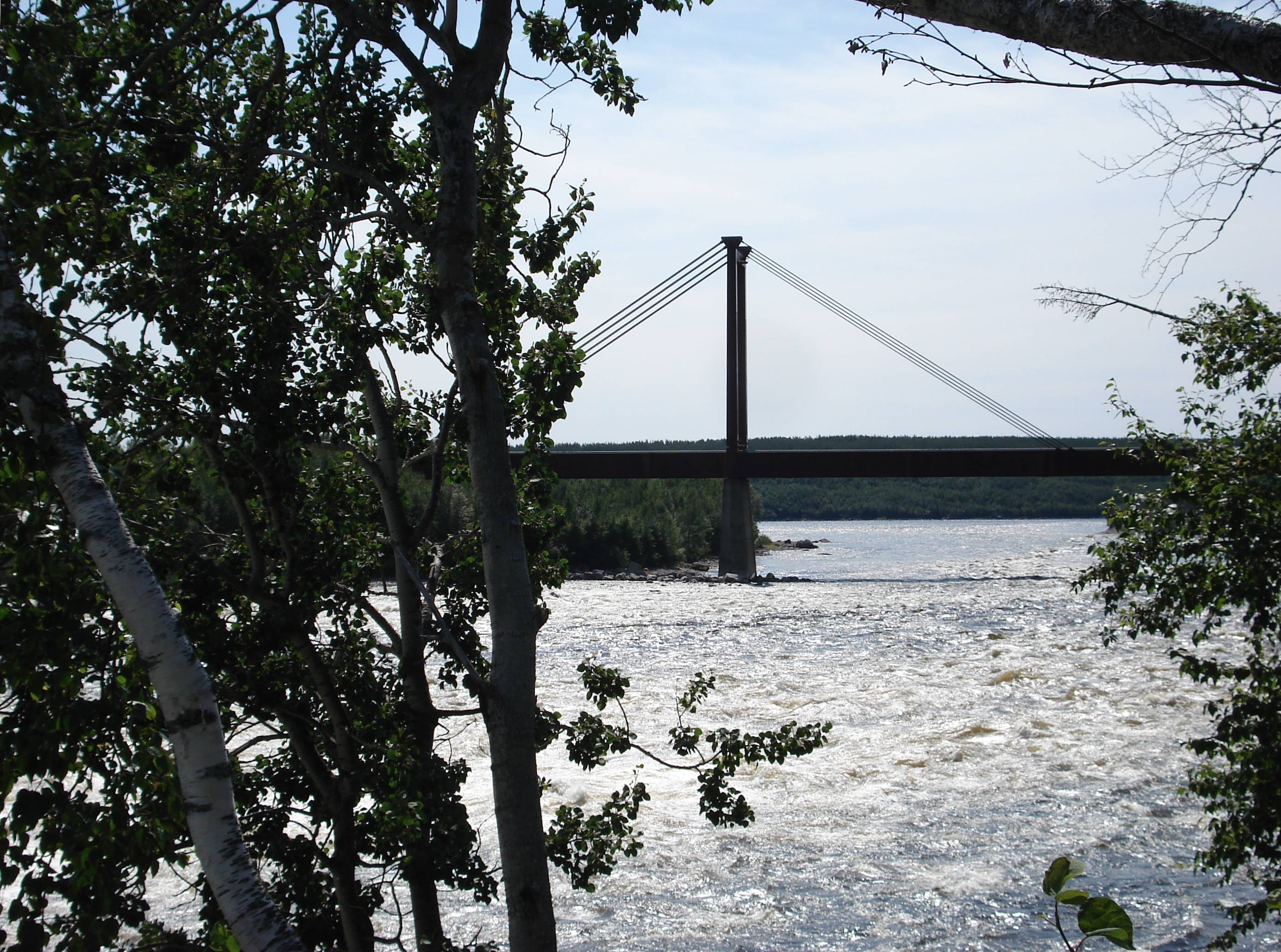
Vue sur la rivière Rupert et le pont de la Route de la Baie James enjambant la rivière.
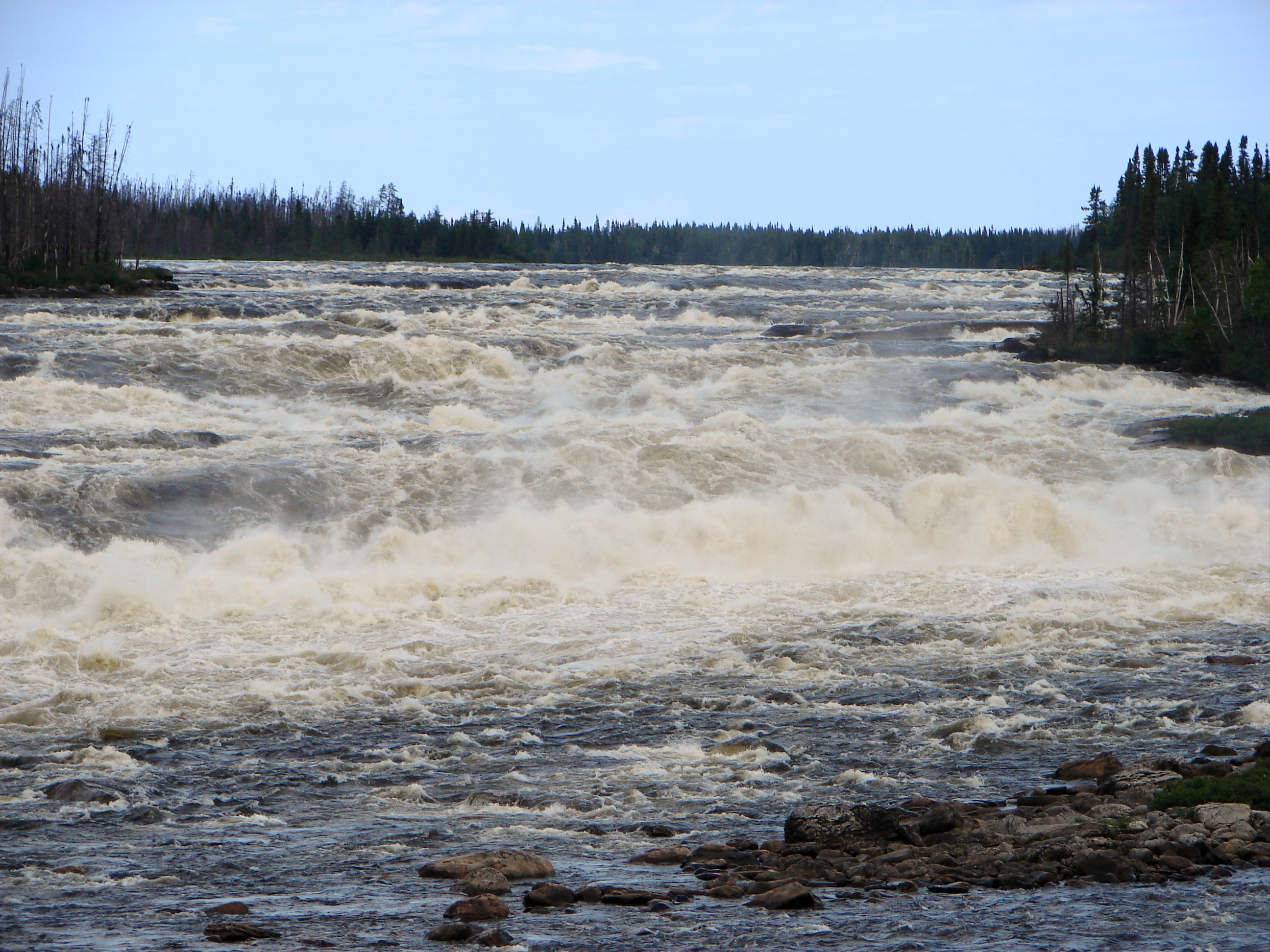
Rapides Oatmeal sur la rivière Rupert.